# Olga Baclanova
Olga Vladimirovna Baklanova, eller Baclanova (ryska: Ольга Владимировна Бакланова), född 19 augusti 1893 (g.s.) i Moskva i kejsardömet Ryssland, död 6 september 1974 i Vevey i Schweiz, var en rysk skådespelare. Hon uppnådde popularitet under stumfilmseran i USA.
Hon var krediterad som The Russian Tigress ("Den ryska tigrinnan") och förblir mest känd av modern publik för sin roll som trapetsdansösen Cleopatra i Tod Brownings unika skräckfilm Freaks (1932).
Vid höjden av sin karriär blev hon krediterad under sitt efternamn endast: Baclanova.

## Filmografi i urval
- 1927 – Duvan (The Dove, ej krediterad)
- 1928 – Skrattmänniskan (The Man Who Laughs)
- 1928 – Syndens gata (The Street of Sin)
- 1928 – Hämndens natt (Forgotten Faces)
- 1928 – En natt i hamn (The Docks of New York)
- 1929 – Vargen vid Wall Street (The Wolf of Wall Street)
- 1929 – Mannen jag älskar (The Man I Love)
- 1929 – Den farliga kvinnan (A Dangerous Woman)
- 1930 – Cheer Up and Smile
- 1931 – The Great Lover
- 1932 – Freaks
- 1932 – Älskaren (Downstairs)
- 1943 – Claudia